# Sedum subgaleatum
Sedum subgaleatum är en fetbladsväxtart som beskrevs av Kun Tsun Fu. Sedum subgaleatum ingår i Fetknoppssläktet som ingår i familjen fetbladsväxter. Inga underarter finns listade i Catalogue of Life.